# Broken Circle/Spiral Hill

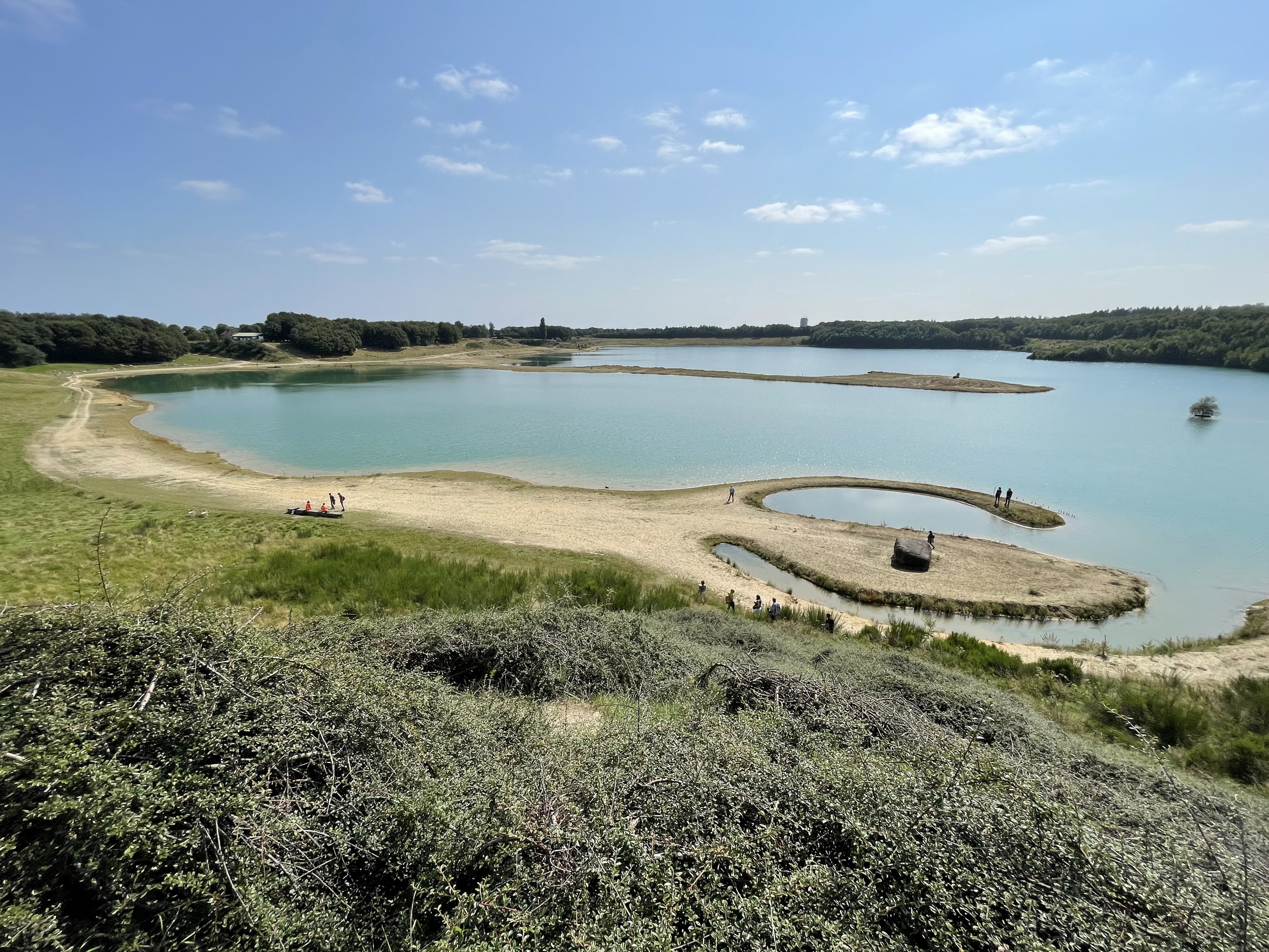
Broken Circle, gezien vanaf de top van Spiral Hill

Broken Circle/Spiral Hill is een uit twee delen bestaand land art-project van de Amerikaanse kunstenaar Robert Smithson in Emmen, gerealiseerd in 1971.

## Geschiedenis
De internationale expositie Sonsbeek werd in 1971 gehouden onder de titel Sonsbeek buiten de perken, een manifestatie met als thema Ruimte en ruimtelijke relaties op diverse locaties in Nederland. De gastconservator van de manifestatie was Wim Beeren, destijds conservator van het Stedelijk Museum in Amsterdam. In overleg met de kunstenaar werd een geschikte locatie in Drenthe gevonden. De keuze viel op een zandgroeve van de familie De Boer in Emmerschans, een wijk van de gemeente Emmen. De familie De Boer was ook verantwoordelijk voor de realisatie van het werk.

## Omschrijving
Bij de werkzaamheden om voor Broken Circle het terrein uit te vlakken stuitte Smithson op een enorm rotsblok uit de ijstijd, een zogenaamde zwerfsteen. In eerste instantie wilde hij die laten verwijderen, want hij beschouwde de rots als een ongewenste aandachtstrekker. De bouwonderneming achtte dit praktisch onuitvoerbaar en Smithson besloot het rotsblok te laten staan. Dit rotsblok geeft aan het (oorspronkelijk) tijdelijke karakter van het kunstwerk een speciale betekenis, gezien het feit dat zulke oerstenen reeds werden gebruikt voor het bouwen van de hunebedden. Smithson trok een cirkel op de grens van water en land met aan de ene helft door weggraving van het zand een landtong met de kei en in het water de andere helft met een landtong van zand.

### Onderhoud
Omdat er stemmen opgingen het werk niet tijdelijk, maar permanent aanwezig te laten zijn, gaf Smithson een serie aanbevelingen om het kunstwerk in de toekomst te kunnen bewaren. Uit de correspondentie van Smithson blijkt dat hij het kunstwerk geschonken heeft aan 'Nederland' of 'de Nederlanders', maar op welke manier is niet duidelijk. Smithson overleed in 1973, dus hem kan het helaas niet meer gevraagd worden. Zijn weduwe Nancy Holt heeft zich sinds zijn dood ingezet voor het onderhouden en laten voortbestaan van zijn werk.
De oorspronkelijke vorm van het werk is gewijzigd, omdat het water en de elementen vrij spel hebben. De landtong heeft inmiddels een beschoeiing gekregen.

### Spiral Hill
Tegenover de Broken Circle is een heuvel opgeworpen van 23 meter doorsnede, als parodie op de Toren van Babel. Deze heuvel, de Spiral Hill, kreeg een spontane begroeiing doch is later beplant met groenblijvende bodembedekkers. De kegelvormige heuvel heeft een spiraalvormig pad dat naar de top leidt. Vanaf de heuvel heeft men een goed uitzicht op de Broken Circle.

### Toekomst
Sinds 2019 heeft het terrein een nieuwe eigenaar. Met hen zijn afspraken gemaakt over openstelling van het kunstwerk en onderhoud van het kunstwerk. De laatste keer gebeurde dat in de zomer en herfst van 2021, ter ere van het vijftigjarige jubileum.

#### Provinciaal monument
In februari 2025 werd het kunstwerk Broken Circle/Spiral Hill aangewezen als provinciaal monument.  Met als gevolg dat het nu een officieel erkend en beschermd monument is.

## Fotogalerij

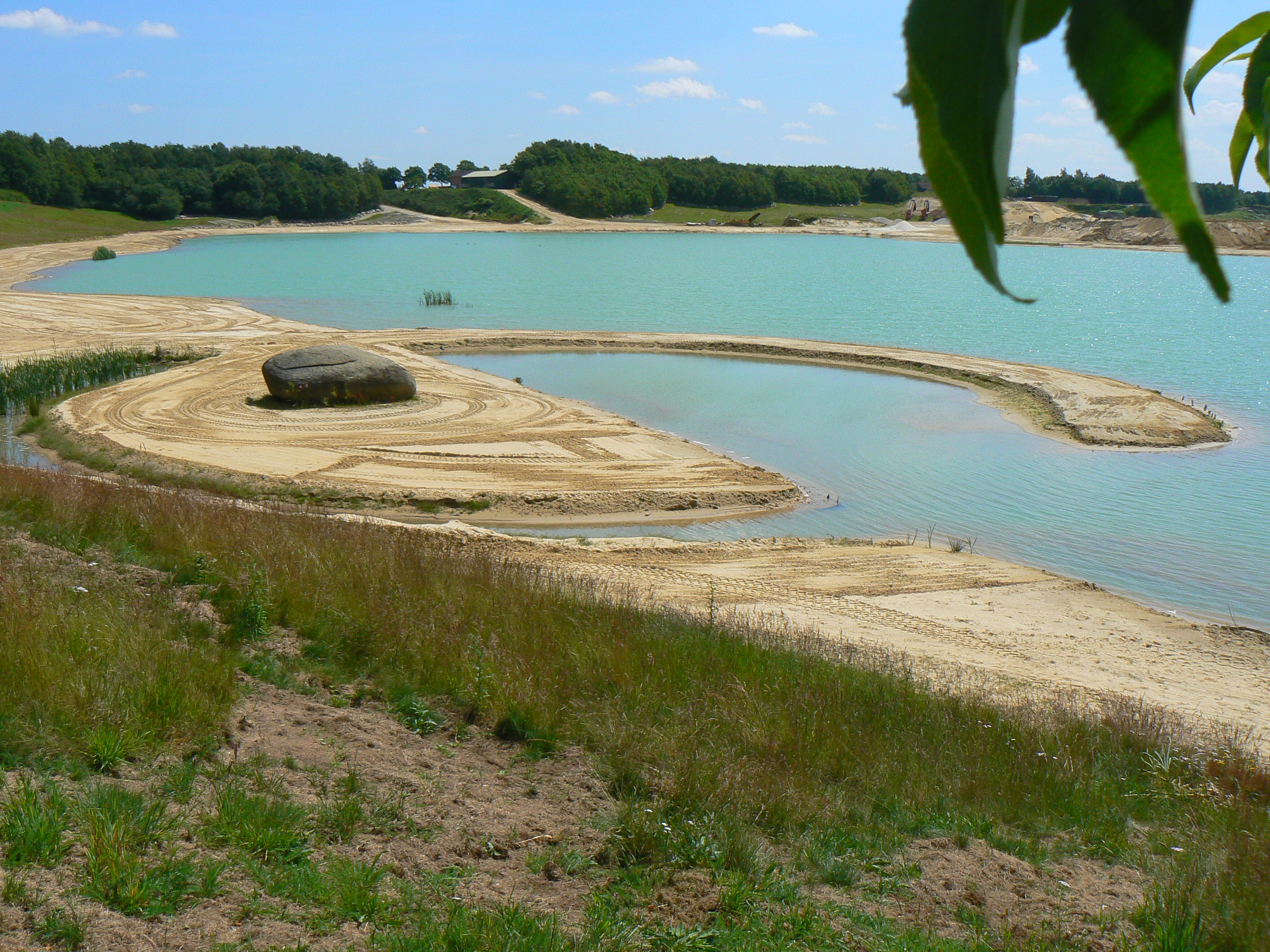
Broken Circle
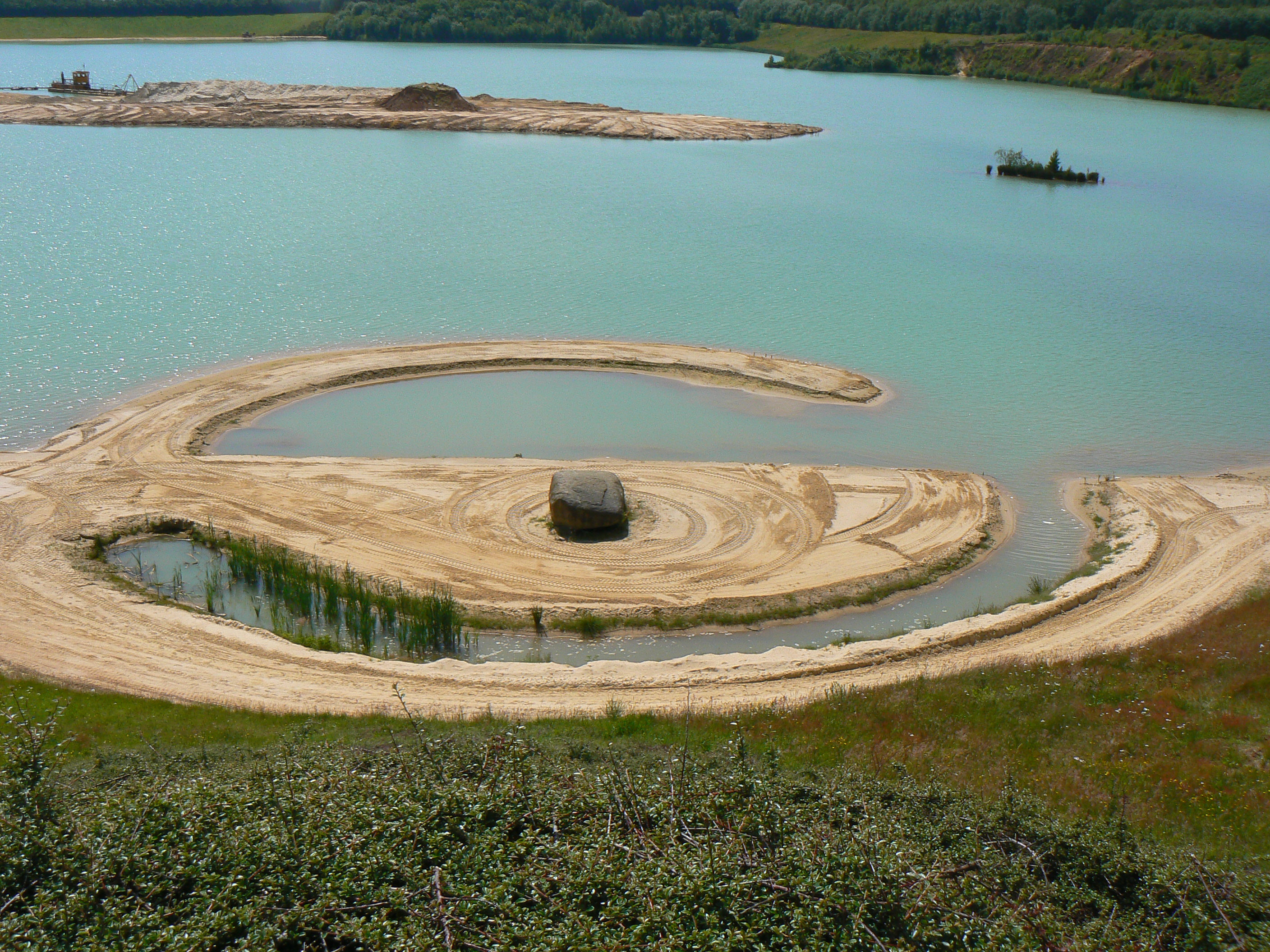
Broken Circle
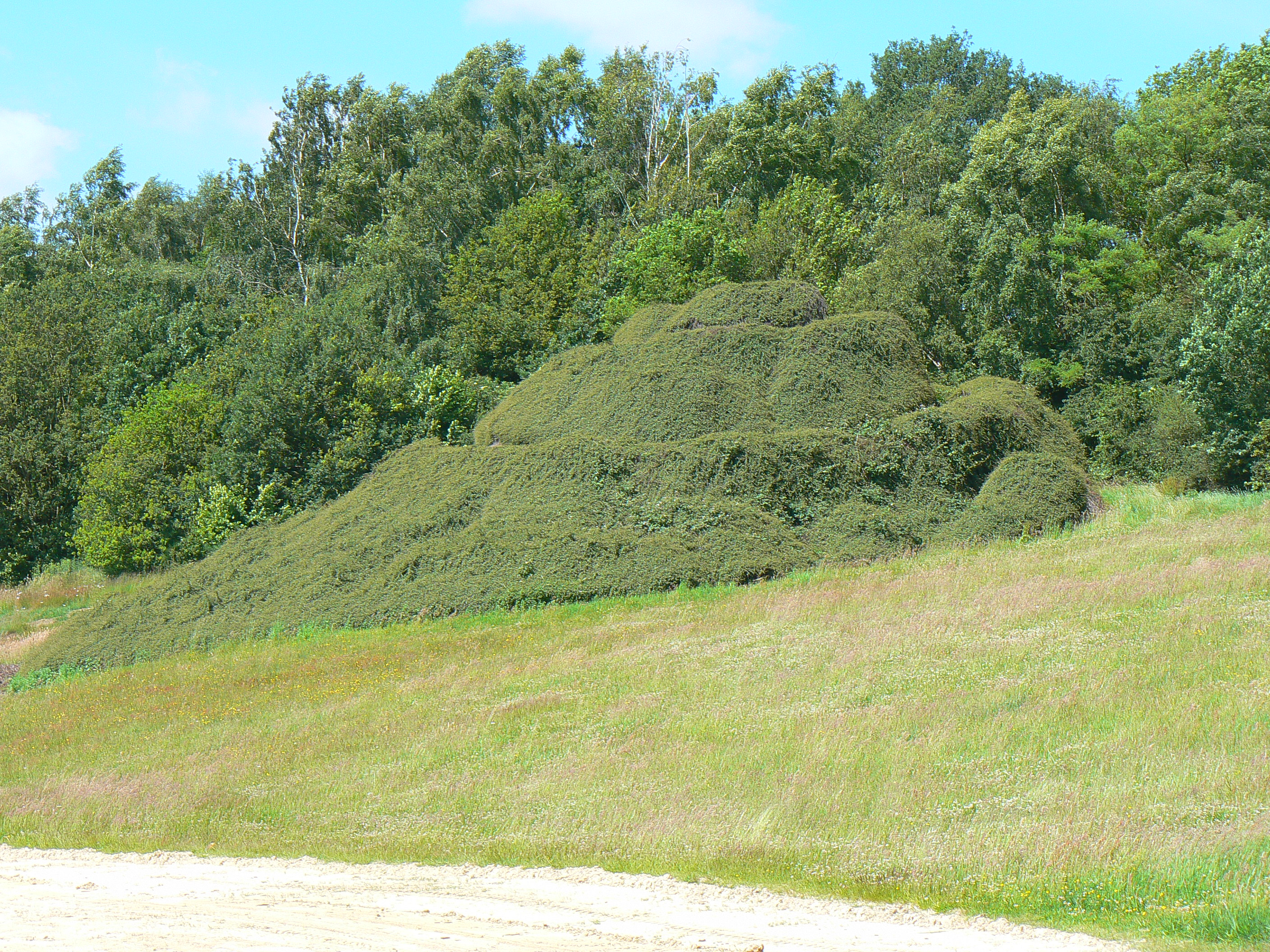
Spiral Hill
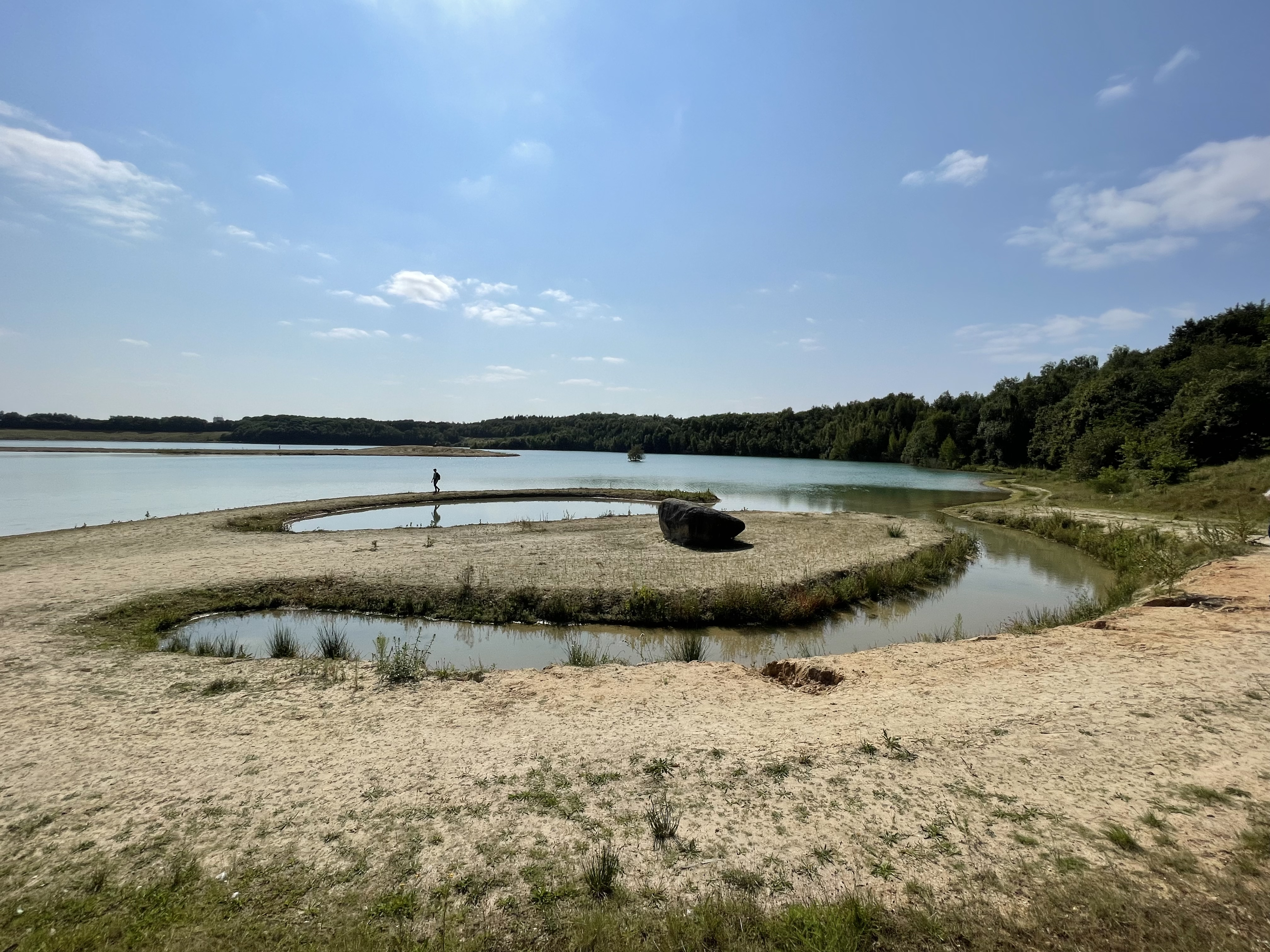
Broken Circle, gezien vanaf het object zelf